# Acanthocnemes
Acanthocnemes é um gênero de mariposa pertencente à família Lyonetiidae.

## Espécies
- Acanthocnemes fuscoscapulella Chambers, 1878